# Championnat du Zimbabwe de football 2023
Navigation
Édition précédente Édition suivante
La saison 2023 du Championnat du Zimbabwe de football est la cinquante-neuvième édition de la première division professionnelle au Zimbabwe à poule unique, la National Premier Soccer League. Dix-huit clubs prennent part au championnat qui prend la forme d'une poule unique où toutes les équipes se rencontrent deux fois au cours de la saison. En fin de saison, les quatre derniers du classement sont directement relégués et remplacés par les quatre vainqueurs des poules régionales de Division One. 
Le FC Platinum défend son titre acquis lors de la saison 2021-2022.

## Déroulement de la saison
Après le championnat 2021 perturbé à cause de plusieurs incidents, interrompu puis repris pour se terminer en 2022, le championnat revient au format habituel se disputant pendant l'année civile.

## Compétition
Le barème de points servant à établir le classement se décompose ainsi :
- Victoire : 3 points
- Match nul : 1 point
- Défaite : 0 point

### Classement
| Rang | Équipe                  | Pts | J  | G  | N  | P  | Bp | Bc | Diff |
| ---- | ----------------------- | --- | -- | -- | -- | -- | -- | -- | ---- |
| 1    | Ngezi Platinum          | 66  | 34 | 20 | 6  | 8  | 45 | 23 | +22  |
| 2    | Manica Diamonds         | 58  | 34 | 16 | 10 | 8  | 42 | 23 | +19  |
| 3    | Dynamos                 | 57  | 34 | 15 | 12 | 7  | 37 | 16 | +21  |
| 4    | FC Platinum T           | 55  | 34 | 15 | 10 | 9  | 37 | 29 | +8   |
| 5    | Highlanders             | 55  | 34 | 14 | 13 | 7  | 24 | 22 | +2   |
| 6    | Herentals Football Club | 51  | 34 | 14 | 9  | 11 | 38 | 33 | +5   |
| 7    | Chicken Inn             | 49  | 34 | 11 | 16 | 7  | 35 | 26 | +9   |
| 8    | CAPS United             | 46  | 34 | 11 | 13 | 10 | 37 | 32 | +5   |
| 9    | Hwange Football Club P  | 45  | 34 | 12 | 9  | 13 | 27 | 27 | 0    |
| 10   | Green Fuel FC P         | 43  | 34 | 11 | 10 | 13 | 27 | 34 | -7   |
| 11   | ZPC Kariba FC           | 41  | 34 | 11 | 8  | 15 | 27 | 48 | -21  |
| 12   | Simba Bhora FC P        | 40  | 34 | 9  | 13 | 12 | 29 | 27 | +2   |
| 13   | Bulawayo Chiefs         | 40  | 34 | 10 | 10 | 14 | 37 | 39 | -2   |
| 14   | Yadah Stars             | 40  | 34 | 12 | 4  | 18 | 35 | 45 | -10  |
| 15   | Black Rhinos FC         | 38  | 34 | 9  | 11 | 14 | 27 | 37 | -10  |
| 16   | Triangle United         | 35  | 34 | 6  | 17 | 11 | 24 | 36 | -12  |
| 17   | Sheasham Gweru FCP      | 35  | 34 | 7  | 14 | 13 | 23 | 36 | -13  |
| 18   | Cranborne Bullets       | 27  | 34 | 6  | 9  | 19 | 16 | 33 | -17  |

|  | Champion                                                                            |
|  | Qualification pour la Coupe de la confédération 2024-2025                           |
|  | Relégation en deuxième division                                                     |
|  | T : Tenant du titre C : Vainqueur de la Coupe du Zimbabwe P : Promu de Division One |

## Bilan de la saison
| Championnat du Zimbabwe de football 2023 |                            |
| Champion                                 | Ngezi Platinum (1er titre) |
| Qualifications continentales             |                            |
| Ligue des champions 2024-2025            | Ngezi Platinum             |
| Coupe de la confédération 2024-2025      |                            |
| Promotions et relégations                |                            |
| Promus en National Premier Soccer League |                            |
| Relégués en Division One                 | Black Rhinos FC            |
| Relégués en Division One                 | Triangle United            |
| Relégués en Division One                 | Sheasham Gweru FC          |
| Relégués en Division One                 | Cranborne Bullets          |